# Arthur Margelidon
Arthur Margelidon (* 12. Oktober 1993 in Paris, Frankreich) ist ein kanadischer Judoka.

## Sportliche Karriere
2010 gewann Margelidon eine Silbermedaille bei den panamerikanischen U20-Meisterschaften. 2013 war er erstmals kanadischer Meister in der Erwachsenenklasse. Im gleichen Jahr belegte er den fünften Platz bei den Juniorenweltmeisterschaften. 2015 gewann er eine Bronzemedaille bei den panamerikanischen Meisterschaften. Bei den Panamerikanischen Spielen im gleichen Jahr erkämpfte er ebenfalls eine Bronzemedaille. 2016 siegte er bei den panamerikanischen Meisterschaften in Havanna. Die Olympischen Spiele 2016 verpasste er wegen eines Bruchs des Handgelenks.
Ende 2017 erreichte er das Finale des Grand-Slam-Turniers in Tokio, unterlag aber dem Japaner Arata Tatsukawa. 2018 erreichte er das Finale beim Masters-Turnier in Guangzhou, dort verlor er gegen Rustam Orujov aus Aserbaidschan. Bei den panamerikanischen Meisterschaften 2019 gewann er Silber hinter dem Kubaner Magdiel Estrada. Beim Grand-Slam-Turnier in Abu Dhabi belegte er 2019 den zweiten Platz hinter dem Türken Bilal Çiloğlu. Im März 2021 erreichte er beim Grand-Slam-Turnier in Tiflis erneut ein Grand-Slam-Finale, diesmal unterlag er dem Mongolen Tsend-Otschiryn Tsogtbaatar. Bei den Olympischen Spielen in Tokio verlor er im Viertelfinale gegen den Georgier Lascha Schawdatuaschwili. Nach einem Sieg in der Hoffnungsrunde gegen Tohar Butbul aus Israel unterlag Margelidon im Kampf um Bronze Tsend-Otschiryn Tsogtbaatar.
2024 bei den Olympischen Spielen in Paris verlor Margelidon im Viertelfinale gegen Hidayət Heydərov aus Aserbaidschan und belegte letztlich den siebten Platz.